# Mélesville fils
Pour les articles homonymes, voir Duveyrier et Mélesville.
Le baron Honoré-Marie-Joseph Duveyrier dit Mélesville fils, né dans l'ancien 3e arrondissement de Paris le 18 décembre 1820 et mort à Cannes le 6 février 1904, est un auteur dramatique français. Il est le fils de l'auteur dramatique Anne-Honoré-Joseph Duveyrier dit Mélesville (1787-1865).

## Œuvre
- 1855 : Les Deux Gilles, opérette bouffe, Folies-Nouvelles
- 1860 : La Fosse aux ours
- 1861 : Mémoire sur la liberté des théâtres